# Ón(II)-klorid
Az ón(II)-klorid egy fehér, kristályos anyag, mely az ón klórral alkotott egyik sója. Képlete: SnCl2. Általában dihidrát formájában fordul elő, de forró vízben oldva hidrolizálható. Redukálószerként, valamint elektrolitként széles körben alkalmazzák.

## Kémiai tulajdonságok
A SnCl2 szilárd, kristályos formában láncokat képez a képen látható módon. Dihidrát formában a kristályszerkezetbe víz épül be.

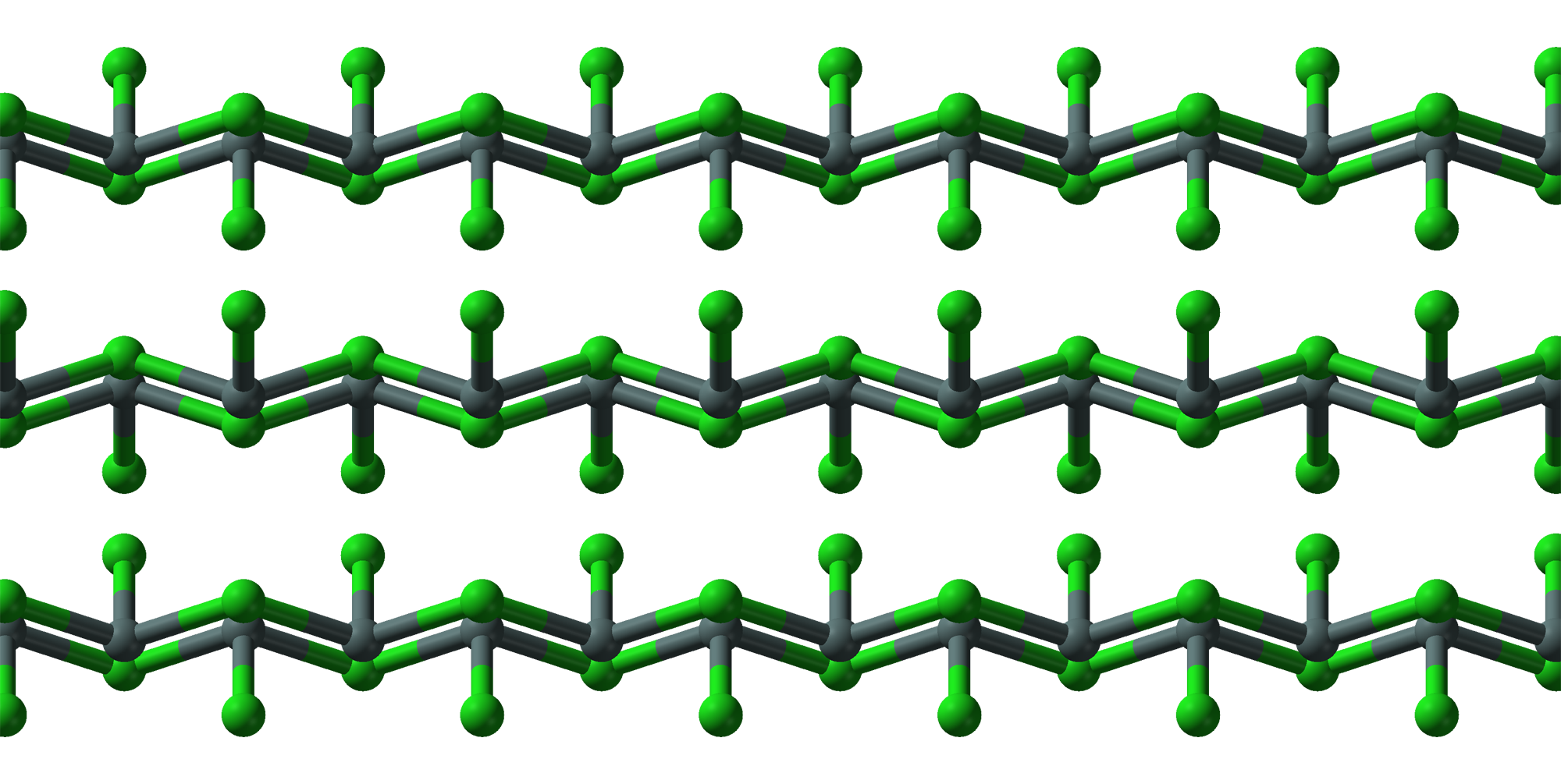
Az ón(II)-klorid szerkezetének golyó- és pálcikamodellje

Az ón(II)-klorid saját tömegénél kevesebb vízben is feloldódik, de amint az oldat telített lesz, hidrolízis útján csapadék képződik:
SnCl2(aq) + H2O(l) ⇌ Sn(OH)Cl(s) + HCl(aq)
Ebből következik, hogy tiszta ón(II)-klorid oldat eléréséhez hidrogén-kloridot kell adni az oldathoz. Az ón(II)-klorid levegőn könnyen oxidálódik:
6 SnCl2(aq) + O2(g) + 2 H2O(l) → 2 SnCl4(aq) + 4 Sn(OH)Cl(s)
A folyamat tiszta ón segítségével megelőzhető.

## Előállítása
Az ón(II)-klorid anhidrát formáját gáz halmazállapotú hidrogén-klorid és ón reakciójából nyerik. Dihidrát előállításához a hidrogén-kloridot vízben oldják:
Sn(s) + 2 HCl(aq) → SnCl2(aq)  +  H2(g)
A víz elpárologtatásával SnCl2·2H2O kristályokat kapunk. A kristályokból a víz jégecet használatával távolítható el.

## Felhasználása
- az ón(II)-klorid oldatából kevés sósav jelenlétében elektrolízis során a katódon ón válik ki, és ónbevonat kialakítására alkalmazható
- a politejsav (PLA) nevű műanyag előállítása során katalizátorként használják
- tükrök ezüst-bevonatának készítésekor redukálószerként működik:

Sn2+(aq)  +  2 Ag+  →  Sn4+(aq)  +  2 Ag(s)
- régebben hasonló reakciót alkalmaztak higany, valamint arany kimutatására. Higany jelenlétében fekete, míg arany jelenlétében világos lila színű oldatot kapunk.
- a biokémiában az ón(II)-klorid szelektíven csak az anilin aromás csoportját redukálja[3]
- élelmiszerek esetén antioxidánsként és stabilizálószerként, E512 néven alkalmazzák. Elsősorban konzervekben fordul elő. Napi maximum beviteli mennyisége 2 mg/testsúlykg. Ilyen mennyiségben mellékhatása nem ismert.